# Xavier Escudé
Xavier Escudé, född den 17 maj 1966 i Terrassa, Spanien, är en spansk landhockeyspelare.
Han tog OS-silver i herrarnas landhockeyturnering i samband med de olympiska landhockeytävlingarna 1996 i Atlanta.